# Bayshore Gardens, Florida
Bayshore Gardens är en ort (CDP) i Manatee County, i delstaten Florida, USA. Enligt United States Census Bureau har orten en folkmängd på 16 323 invånare (2010) och en landarea på 9,1 km².